# Grundwasserneubildung
Als Grundwasserneubildung bezeichnet man verschiedene Vorgänge, die die Speisung des Grundwassers bewirken.

## Arten der Grundwasserneubildung
In der Grundwasserhydrologie unterscheidet man drei Arten von Grundwasserneubildung:
1. Die Grundwasserneubildung aus Niederschlag, bei der das Grundwasser über das Versickern des Niederschlages (Sickerwasser) gespeist wird.
2. Die Grundwasserneubildung aus Seihwasser, bei der das Grundwasser von Flüssen oder Seen auch über das Versickern (Seihen) von Oberflächenwasser gespeist wird. Die speisenden Gewässer sind hier durch eine Bodenschicht vom Grundwasser getrennt, durch die das Seihwasser hindurchsickert.
3. Grundwasserneubildung als Influenz (aus Oberflächengewässern). Bei der Influenz speist das Oberflächenwasser direkt den Grundwasserleiter. Das Wasser versickert bei der Influenz nicht, sondern das Grundwasser wird direkt angereichert, da das Oberflächengewässer im Grundwasserleiter liegt.

Für die Grundwasserneubildung aus Niederschlag ist nicht nur die Menge des gefallenen Niederschlages wichtig, sondern auch der Zeitpunkt. So tragen Niederschläge im Sommer auf Grund dann höherer Verdunstung in geringerem Maße zur Auffüllung des Bodenwasserspeichers und nachfolgend zur Grundwasserneubildung bei als im Winter, wenn nur wenig verdunstet. Die Infiltration von Niederschlag ist zudem vom Wassergehalt des Bodens abhängig. Ist der Boden trocken und hat demnach einen geringen Wassergehalt, dann hat er gleichzeitig eine geringe hydraulische Leitfähigkeit, und ein Teil des Wassers wird oberirdisch abfließen. Ist der Boden bei dem Niederschlagsereignis bereits feucht, dann kann mehr Wasser versickern, weil der Boden dann eine bessere hydraulische Leitfähigkeit aufweist. Die größte Infiltrationsfähigkeit hat der Boden bei vollständiger Wassersättigung. Im Winter kann durch Bodenfrost die Fähigkeit eines Bodens zur Wasseraufnahme stark gehemmt sein, so dass es zu Oberflächenabfluss kommt.

## Bestimmung der Grundwasserneubildung
Aufbauend auf der Wasserbilanzgleichung ergibt sich die Grundwasserneubildung {\displaystyle G} langfristig aus dem Niederschlag {\displaystyle N}, dem oberirdischen Abfluss {\displaystyle A_{o}} und der – schwierig zu bestimmenden – Evapotranspiration {\displaystyle E}:
{\displaystyle G=N-A_{o}-E}
Kurzfristig wird auch die Änderung des Grundwasserstandes und des Wassergehaltes des Bodens (Vorratsänderung) {\displaystyle S} berücksichtigt:
{\displaystyle G=N-A_{o}-E+S}
Unter Berücksichtigung der unterirdischen Abfuhr {\displaystyle Q_{ab}} und Zufuhr {\displaystyle Q_{zu}} von Grundwasser ergibt sich:
{\displaystyle G=N-A_{o}-E+S-Q_{ab}+Q_{zu}}
Aufgrund der im Sommerhalbjahr stärkeren Verdunstung findet die Grundwasserneubildung in Deutschland und Ländern mit vergleichbarem Klima vor allem im Winterhalbjahr statt. Der Grundwasserstand ist daher oft am Ende des Sommers am tiefsten und im Frühjahr am höchsten.
Neben der Ermittlung der Grundwasserneubildung über die Wasserbilanzgleichung gibt es weitere Möglichkeiten: Trockenwetterabfluss von Flüssen (in humiden Klimata), wägbare Lysimeter (eigentlich Infiltration), Tracer (Chlorid, Tritium), direkte Messung im Untergrund (sehr aufwendig) und Modellrechnungen (z. B. BAGLUVA für Deutschland).